# Максім Маціма
Максім Маціма (фр. Maxime Matsima, нар. 18 листопада 1940, Браззавіль) — конголезький футболіст, який грав на позиції воротаря. Відомий за виступами у складі конголезького клубу «Дьябль Нуарс», а також у складі національної збірної Конго, у складі якої став переможцем Кубка африканських націй 1972 року.

## Біографія
Максім Маціма народився в Браззавілі. Розпочав виступи на футбольних полях у 1961 році в складі команди з рідного міста «Дьябль Нуарс», у якій провів всю кар'єру гравця, яка тривала до 1978 року. З 1966 до 1978 року Маціма грав у складі національної збірної Конго, у складі якої 4 рази брав участь у фінальній частині Кубку африканських націй — у 1968, 1972, 1974 року і 1978 роках. У 1974 році у складі збірної футболіст став переможцем Кубка африканських націй.
Помер Максім Маціма 19 січня 2003 року.

## Титули і досягнення
- Переможець Кубка африканських націй: 1972